# Mehrabpur
Mehrabpur es una localidad de Pakistán, en la provincia de Sindh.

## Demografía
Según estimación 2010 contaba con 30219 habitantes.